# 1998

## Събития
- 28 януари – открити са първите 5 станции от първия метродиаметър на Софийския метрополитен
- 2 февруари – Самолетът при полет 387 на „Себу Пасифик“ се разбива в склоновете на планината Сумагая, Филипините и убива всички 104 души на борда.
- 16 февруари – Самолетът при полет 676 на „Чайна Еърлайнс“ се разбива в път и жилищен район близо до международното летище „Чан Кай-Шеку“ в Тайван и убива всички 196 на борда и още 7 на земята.
- 19 март – „Боинг 727-228“ на „Ариана Афган Еърлайнс“ се разбива при подход към международното летище в Кабул и убива всички 45 души на борда.
- 28 март – в интернет започва да се предава програмата на първото българско радио, излъчващо онлайн в интернет – Радио „Пловдив“
- 25 юни – „Майкрософт“ издава една от своите най-популярни операционни системи – Windows 98
- 29 август – Самолетът при полет 389 на „Кубана де Авиасион“ се разбива при излитане от Кито и всички 70 души на борда загиват, както и 10 души на земята.
- 2 септември – Самолетът при полет 111 на „Суисеър“ се разбива близо до „Заливa на Пеги“, Нова Скотия, след излитане от Ню Йорк на път за Женева; всичките 229 души на борда са убити.
- 4 септември
  - За първи път във Великобритания се излъчва Стани богат
  - Основана е компанията Гугъл
- 19 октомври – Излиза Starcraft
- 20 ноември – Излиза Half-Life
- 11 декември – Самолетът при полет 261 на „Тай Еъруейс Интернешънъл“ се разбива близо до международното летище „Сурат Тани“, Сурат Тани, Тайланд и убива 101 души. Смята се, че пилотът претърпява пространствена дезориентация.

## Родени
- 21 март – Петър Байков, български актьор, продуцент, влогър и инфлуенсър
- 9 април – Ел Фанинг, американска актриса
- 10 април – Климентина Фърцова, българска театрална и филмова актриса
- 7 май – Михаела Маринова, българска поп певица
- 26 юни – Елеонора Иванова, българска актриса
- 8 юли – Джейдън Смит, американски актьор, рапър, певец и автор на песни
- 30 юли – Гери-Никол, българска поп певица
- 8 август – Шон Мендес, канадски певец и автор на песни
- 9 септември – Дара, българска поп певица
- 18 декември – Балена Ланджева, българска актриса
- 20 декември - Килиан Мбапе, френски футболист

## Починали
- 5 януари – Сони Боно, американски музикант и политик
- 15 януари – Владимир Свинтила, български писател, литературен критик, публицист, журналист и преводач (р. 1926 г.)
- 23 януари – Фридрих Йозиас Сакскобургготски, германски благородник
- 8 февруари
  - Халдор Лакснес, исландски писател, лауреат на Нобелова награда за литература през 1955 г. (р. 1902 г.)
  - Халдоур Лакснес, исландски писател
- 16 февруари – Мари-Луиз фон Франц, швейцарска психоложка (р. 1915 г.)
- 8 март – Ален Боске, френски писател (р. 1919 г.)
- 10 март - Йордан Томов, български футболист
- 15 март – Бенджамин Спок, американски лекар
- 5 април – Кози Пауъл, британски рокмузикант – барабанист (р. 1947 г.)
- 16 април – Пол Пот, камбоджански диктатор
- 19 април – Октавио Пас, мексикански писател, лауреат на Нобелова награда за литература през 1990 г. (р. 1914 г.)
- 23 април
  - Константинос Г. Караманлис, гръцки политик (р. 1907 г.)
  - Константинос Георгиу Караманлис, гръцки политик
- 27 април
  - Ан Декло, френска журналистка, преводачка и писателка (р. 1907 г.)
  - Карлос Кастанеда, американски автор (р. 1925 г.)
- 28 април – Дрексел Джером Люис Биксби, американски писател и сценарист
- 12 май – Херман Ленц, немски писател (р. 1913 г.)
- 14 май – Франк Синатра, американски актьор и певец
- 3 юли
  - Садек Чубак, ирански писател (р. 1916 г.)
  - Иван Пановски, български народен певец (р. 1921 г.)
- 16 юли – Панкратий, български духовник и архиерей
- 19 юли – Душко Аврамов, македонски поет
- 28 юли – Збигнев Херберт, полски поет
- 3 август – Алфред Шнитке, руски композитор
- 5 август – Тодор Живков, български политик (р. 1911 г.)
- 6 август – Андре Вейл, френски математик
- 8 август – Ласло Сабо, унгарски шахматист (р. 1917 г.)
- 26 август
  - Фредерик Рейнс, американски физик, лауреат на Нобелова награда за физика през 1995 г. (р. 1918 г.)
  - Недялко Делков, български дендролог
  - Ремо Джацото, италиански музиколог
- 6 септември – Акира Куросава, японски режисьор и сценарист
- 19 септември – Волфганг Краус, австрийски писател (р. 1924 г.)
- 20 септември – Атанас Маргаритов, български диригент
- 21 септември – Флорънс Грифит-Джойнър, американска лекоатлетка
- 26 септември – Бети Картър, американска певица (р. 1930 г.)
- 2 октомври – Георги Найденов, български банкер
- 7 октомври – Николай Драганов, български писател – белетрист
- 22 октомври – Ерик Амблър, английски писател
- 3 ноември – Боб Кейн, американски художник и писател
- 5 ноември – Милко Борисов, български физик, академик
- 8 ноември – Жан Маре, френски актьор (р. 1913 г.)
- 10 ноември – Атанас Натев, български философ, изкуствовед, литературен теоретик (р. 1929 г.)
- 17 ноември – Ефим Гелер, украински шахматист (р. 1925 г.)
- 18 декември – Макс Верли, швейцарски литературовед (р. 1909 г.)
- 20 декември – Юрий Тухаринов, съветски офицер
- 23 декември – Анатолий Рибаков, руски писател

## Нобелови награди
- Физика – Робърт Лафлин, Хорст Щьормер, Даниъл Ци
- Химия – Уолтър Кон, Джон Поупъл
- Физиология или медицина – Робърт Фърчгот, Луис Игнаро, Ферид Мурад
- Литература – Жузе Сарамагу
- Мир – Джон Хюм, Дейвид Тръмбъл
- Икономика – Амартя Сен

## Филдсов медал
- Ричард Борчърдс
- Тимъти Гоуърс
- Максим Концевич
- Къртис Макмълин